# 予型論的解釈
予型論的解釈（よけいろんてきかいしゃく、英語: Typological interpretation、ドイツ語: Typologische Interpretation）は、ユダヤ教、キリスト教において古くから一般的に行われている聖書解釈法の一つ。旧約のうちに、新約、特に救世主イエス・キリストおよび教会に対する予型を見出す解釈法である。例えばイエス・キリストは、青銅の蛇を贖罪、大魚に呑まれたヨナを復活の予型としたと理解される（ヨハネ福音書3章14節、マタイ福音書12章40節）。

## 原義
キリスト教では新約・キリストの方が原型（ギリシア語: αντιτυπος）であり、旧約に示された雛形が予型（ギリシア語: τύπος）である。歴史的には後者が先であるが、予型論的解釈においては後者から前者を理解しなければならないとされる。

### 他の訳語
予型（よけい、ギリシア語: τύπος, ラテン語: Typus, 英語: Type）につき、日本語において様々な訳語が用いられる。
- 前兆（ぜんちょう） - 『カトリック大辞典』（冨山房、昭和42年第七刷）
- 前表（ぜんひょう） - 『カトリック教会のカテキズム』より[2]
- 予象（よしょう） - 日本正教会[3]。
- 予兆（よちょう） - 『キリスト教大辞典』（教文館、昭和52年改訂新版第四版）※但し説明文中の併記

## 寓喩的解釈との比較
予型論的解釈の類語として寓喩的解釈がある。日本語以外の言語でも別の語彙が当てられ、別の解釈手法として理解されることがある。寓喩（ぐうゆ、英語: Allegory）は、比喩とも訳される（ただし英和辞典においては「寓意」・「物語」・「寓話」といった訳語を掲載し、「比喩」は訳語として挙げていないものもある）。
予型論的解釈（および予型）と、寓喩的解釈（および寓喩）との間には、一応、以下のような傾向の違いが指摘される。
- 予型論的解釈（および予型） - 時代の隔たった出来事や人物について比較をすること。事例としてはアダムとキリスト、出エジプトと十字架・復活による救いなど。歴史的性格をもつ。聖書の内的構造にとって基本的なもの。ユダヤ的。
- 寓喩的解釈（および寓喩） - テキストを永遠の真理を表すものと看做す。反歴史的。聖書の中で全く用いられない訳ではないが、本質的なものではない。ギリシア的。

しかしながら、予型論的解釈と比喩的解釈についてのこうした区分は単純化され過ぎたものであり、実際には区分ははっきりしていない。「寓喩もギリシア的土壌だけでなくユダヤ的土壌にも深く根をおろしている」という指摘もなされている。